# García de Hevia
García de Hevia è un comune del Venezuela situato nello Stato di Táchira.
Il capoluogo del comune è la città di La Fría.